# Parlement van Somaliland

Wapen van Somaliland

Het Parlement van Somaliland (Somalisch: Baarlamaanka Somaliland; Arabisch: برلمان صوماليلاند) bestaat uit twee Kamers:
- het Huis van Afgevaardigden - lagerhuis, 82 leden;
- het Huis van Oudsten - hogerhuis, 82 leden.

## Ambtsbekleders
|                                            |                        |            |
| FUNCTIE                                    | NAAM                   | TERMIJN    |
|                                            |                        |            |
| Voorzitter van het Huis van Afgevaardigden | Bashe Mohamed Farah    | 2017–heden |
| Voorzitter van het Huis van Oudsten        | Suleiman Mohamoud Adan | 2004–heden |

## Afbeeldingen

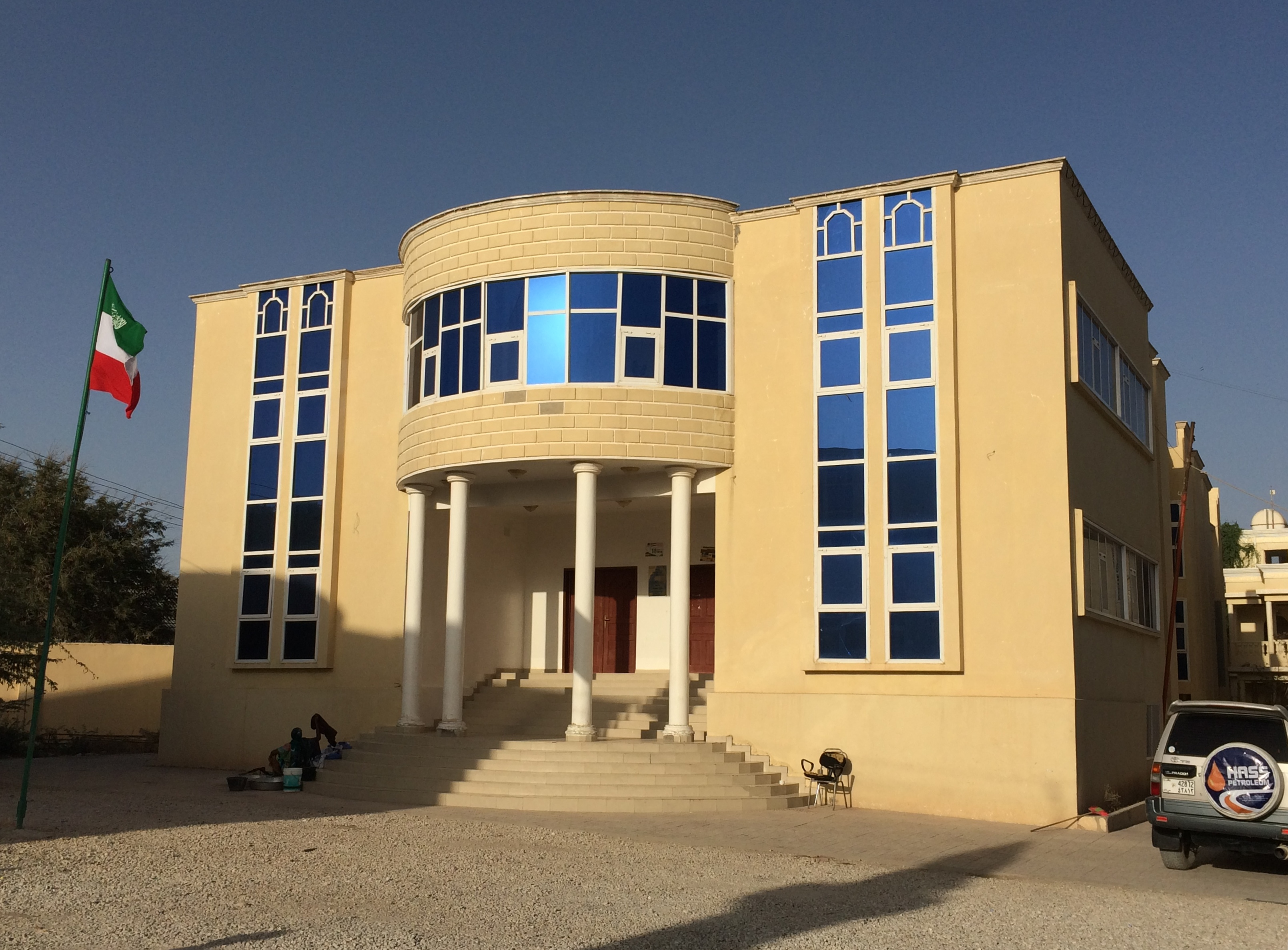
Vooraanzicht van het Huis van Afgevaardigden in Hargeisa.
Zegel van het Huis van Afgevaardigden.
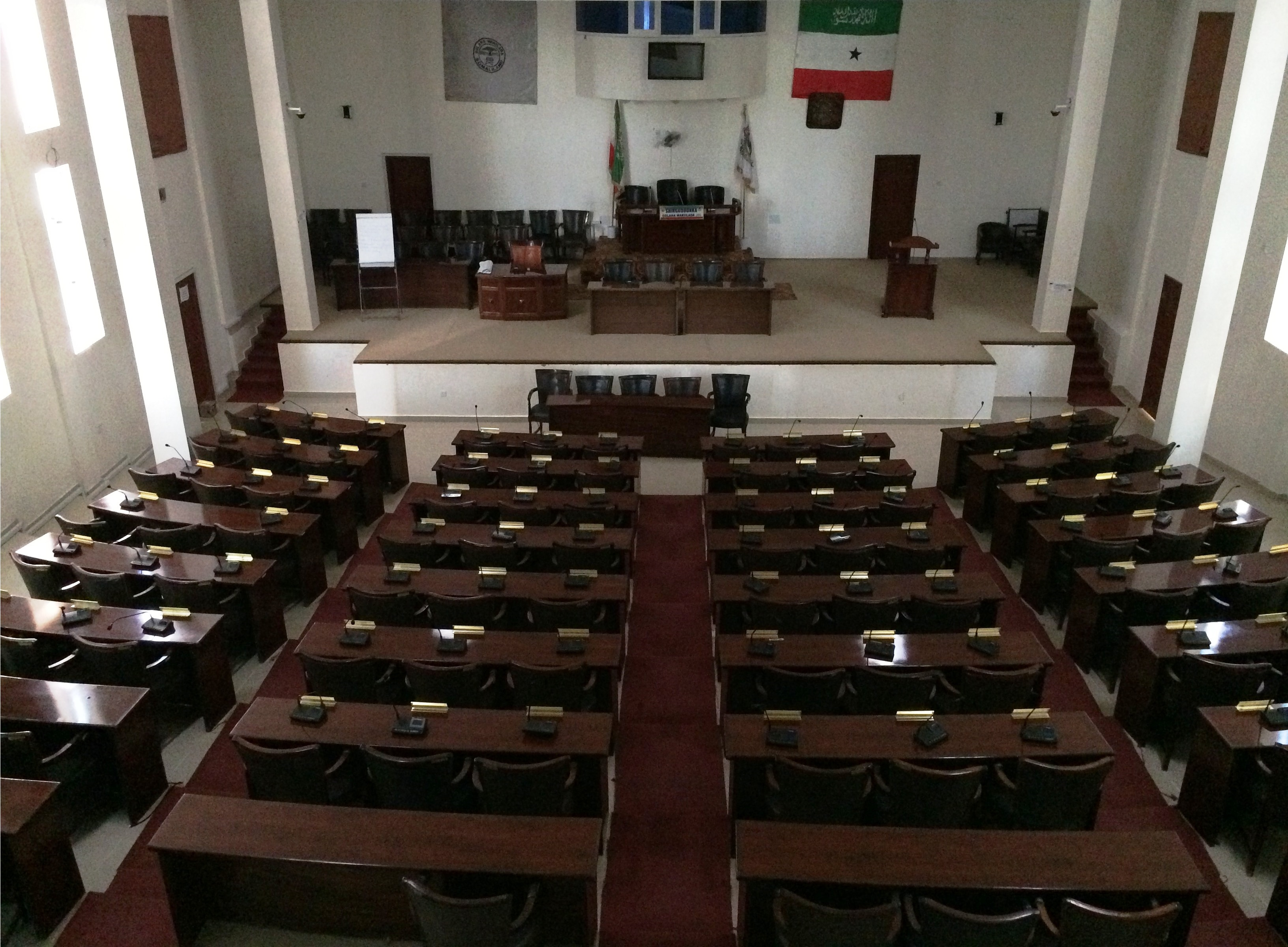
Zittingzaal van het Huis van Afgevaardigden in Hargeisa.
Zegel van het Huis van Oudsten.